# Sikandar (film, 1941)
Pour les articles homonymes, voir Sikandar.
Pour plus de détails, voir Fiche technique et Distribution.
Sikandar (en hindi सिकन्दर, en ourdou سِکندر) est un péplum indien réalisé par Sohrab Modi en 1941. Il se fonde sur une partie de la vie du roi macédonien Alexandre le Grand.

## Synopsis
Le film relate l'affrontement entre Alexandre le Grand (dont Sikandar est le prénom persan) et le roi indien Pûru.

## Fiche technique
- Titre original : Sikandar
- Titre français : Sikandar
- Titre anglais ou international : Alexander the Great
- Réalisation : Sohrab Modi
- Musique originale : Rafiq Ghaznavi, Mir Saheb
- Production : Sohrab Modi
- Studio de production : Minerva Movietone
- Pays :  Raj britannique
- Langues : version en hindi et version en ourdou
- Date de sortie :
  - Inde : 1941

## Distribution

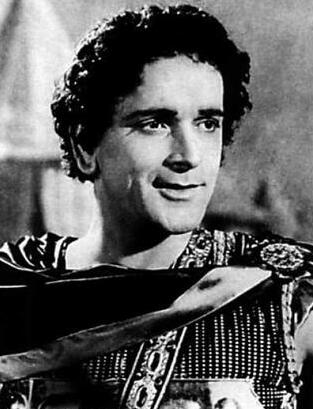
Prithviraj Kapoor dans Sinkandar (1941).

- Prithviraj Kapoor dans Sinkandar (1941).Prithviraj Kapoor : Alexandre le Grand
- Sohrab Modi : le roi Pûru
- Zahur Raja : Amar
- Shakir : Aristote
- Vanamala : Rukhsana (Roxane)